# Ľubomír Michalík
Ľubomír Michalík (Čadca, Eslovaquia, 13 de agosto de 1983) es un futbolista eslovaco. Juega de defensa y actualmente juega en el FC Slovan Galanta.

## Selección nacional
Ha sido internacional con la selección de fútbol de Eslovaquia, ha jugado 8 partidos internacionales y ha anotado 2 goles.

## Clubes
| Club                  | País       | Año       |
| --------------------- | ---------- | --------- |
| FC Senec              | Eslovaquia | 2005-2006 |
| Bolton Wanderers      | Inglaterra | 2007      |
| Leeds United (cedido) | Inglaterra | 2007      |
| Leeds United          | Inglaterra | 2008-2010 |
| Carlisle United F.C.  | Inglaterra | 2010-2012 |
| Portsmouth FC         | Inglaterra | 2012-2013 |
| FC Kairat             | Kazajistán | 2013-2014 |
| Dunajská Streda       | Eslovaquia | 2015-2017 |
| ŠKF Sereď             | Eslovaquia | 2017-2019 |
| FC Slovan Galanta     | Eslovaquia | 2019-     |